# Матонин, Пётр Кузьмич
Пётр Кузьмич Матонин (23 января 1911, Парамоново, Оренбургская губерния — 2007, Караганда) — советский горный инженер-маркшейдер, кандидат технических наук, лауреат Государственной премии СССР.

## Биография
Пётр Матонин родился 23 января 1911 года в большой крестьянской семье на заимке Парамонова (в 1901 году заимка Парамонова относилась к Катайской волости, а в 1916 году — Товарищество Парамоновское относилось к Заманиловской волости) Челябинского уезда Оренбургской губернии, ныне село Парамоново входит в Альменевский муниципальный округ Курганской области. Братья: Матонины Антон Кузьмич (род. 1907) и Владимир Кузьмич, сестра Мария.
До 1930 года с перерывами учился в школе крестьянской молодежи, Усть-Уйской средней школе. В январе 1930 года семью сослали. Узнав о высылке семьи вернулся домой. Был арестован, его отправили вначале в райцентр, где посадили в тюрьму, а потом в вагоне-теплушке с другими ссыльными крестьянами повезли на Северный Урал, где он работал на лесоповале. Затем отправили в Тобольск, где произошла встреча с семьей. В мае на барже семью Матониных переправили дальше на север, в Остяко-Вогульск (ныне Ханты-Мансийск). Они рубили лес и грузили его на баржи. Вскоре умер годовалый брат, заболел отец, старшему брату бревном сломало ногу. И Пётр Матонин вместе с сестрой Марией сентябре 1930 года совершил побег. Вернулся в родную деревню.
В 1931 году уехал на заработки в город Хибиногорск (ныне Кировск) Мурманского округа, устроился в Хибиногорское строительное управление и учился в профтехучилище на каменщика. Окончив курсы каменщиков, работал бригадиром на строительстве домов.
В сентябре 1931 года поступил на вечерний рабфак. Работал на Верхнем Уфалее на Макарьевском никелевом руднике бурильщиком по отбору проб. Вступил в члены профсоюза, ВЛКСМ. Здесь он всего за год окончил три курса рабфака.
В 1932 поступил и в 1936 году окончил Свердловский горный институт.
В 1938 году по путевке Наркомтяжпрома направлен на работу старшим маркшейдером в Государственный трест «Карагандауголь» на шахту № 2 им. Горького.
В 1940 году служил в Рабоче-крестьянской Красной Армии.
С 1941 по 1945 год работал главным маркшейдером на шахте 33/34. Предложил извлечь целики в крутопадающих мощных пластах К12 и К10 восточного крыла. Это позволило увеличить добычу на шахте. Если в 1942 году на шахте № 33/34 было добыто 349 тыс. тонн угля, то в 1943-м — уже 481 тыс. тонн, в 1944-м — 547,5 и в 1945-м — 591,6 тыс. тонн. Шахта и коллектив шахты № 33/34 в годы войны был неоднократными победителями в соревновании.
С 1945 года — начальник технического отдела треста «Ленинуголь».
С 1946 года главный инженер шахты № 36 треста «Сталинуголь».
С 1947 года главный инженер шахты № 31 «Стахановская». Испытывал и внедрил новые средства крепления: металлические стойки трения, переносную костровую крепь, проходческие комбайны и погрузочные машины, скребковые конвейеры, а также перегружатели и переезды на приемочных площадках
С 1951 по 1953 год — слушатель Академии угольной промышленности СССР Минуглепрома СССР (Москва), окончил с красным дипломом.
С 1953 по 1961 год главный инженер треста «Кировуголь» комбината «Карагандауголь».
В 1964 году защитил кандидатскую диссертацию «Совершенствование технологии и механизации работ на пластах Карагандинского бассейна с большим уровнем газовыделения».
С 1966 года — главный инженер комбината «Карагандауголь». По итогам девятой пятилетки производственное объединение «Карагандауголь» было награждено орденом Октябрьской Революции.
По 1972 год начальник технического Управления угольной промышленности Казахстана.
С 1972 года по 1984 год директор казахского филиала Всесоюзного научно-исследовательского института горной геомеханики и маркшейдерского дела.
С 1985 года по 1988 год старший научный сотрудник КНУИ.
В 1988 году ушёл на заслуженный отдых.
Пётр Кузьмич Матонин умер в 2007 году в городе Караганде Карагандинской области Республики Казахстан.

## Награды
- Орден «Знак Почёта», дважды[5].
- Медаль «За трудовое отличие».
- Юбилейная медаль «За доблестный труд. В ознаменование 100-летия со дня рождения Владимира Ильича Ленина».
- Медаль «За доблестный труд в Великой Отечественной войне 1941—1945 гг.».
- Медаль «Ветеран труда».
- Медаль «За освоение целинных земель».
- Лауреат Государственной премии СССР в области техники, 1972 год, за разработку и внедрение высокоэффективной технологии добычи угля, достижение высокой концентрации производства на базе применения комплексных средств механизации в Карагандинском угольном бассейне.
- Заслуженный рационализатор Казахской ССР, 1970 год.
- Полный кавалер знака «Шахтёрская слава» (кавалер четырёх знаков, два из них — первой степени)[6].
- Почётный гражданин города Караганда, 11 августа 1999, за большой вклад в развитие и становление угольного бассейна г. Караганды и активное участие в общественно-политической жизни города Караганды[7].
- Отличник Угольной промышленности.
- Золотая и серебряная медали ВДНХ СССР.
- Грамота ударника труда первой пятилетки, 1931 год, Хибиногорск.
- Знак «Отличник социалистического соревнования», в годы Великой Отечественной войны, шахта 33/34.
- Грамоты Верховного Совета Казахской ССР.
- Персональный пенсионер

## Книги
- Матонин П. К., Бернардов Г. Г. За распространение передового опыта. — М.: Углетехиздат, 1958. — 14 с. — 6000 экз.[8]
- Матонин П. К., Каледина В. Новаторы треста «Кировгуголь» в борьбе за технический прогресс. — Караганда, 1959. — 18 с. — 1000 экз.[9]
- Матонин П. К. и др. Опыт эффективного применения механизированных комплексов на шахтах «Карагандауголь». — М.: ЦНИЭИуголь, 1973. — 14 с. — 2500 экз.[10]
- Матонин П. К. Системы разработки мощных пластов в Карагандинском бассейне. — М.: Центр. ин-т техн. информации угольной пром., 1961. — 22 с. — 200 экз.[11]
- Матонин П. К. Совершенствование горного хозяйства и внедрение научной организации труда, обеспечивающие достижения высокой производительности труда в очистных забоях. — М., 1972. — 12 с. — 650 экз.[12]
- Матонин П. К. Становление и развитие Карагандинского угольного бассейна. — Караганда: ОПО Полиграфия, 1993. — 237 с. — ISBN 5-7667-0528-X.[13]
- Матонин П. К. Прожитые годы. — Караганда, 2005. — 87 с.
- Горнотехнические мероприятия по защите подрабатываемых зданий в Карагандинском бассейне / П. К. Матонин, Г. А. Нестеров, А. С. Ведяшкин, Г. Г. Поклад. — М.: ЦНИЭИуголь, 1975. — 36 с. — 2725 экз.[14]
- Предварительное увлажнение угольных пластов на шахтах Карагандинского бассейна / П. К. Матонин, В. П. Журавлев, В. Н. Шиленков. — М.: Недра, 1967. — 37 с. — 4720 экз.[15]
- Рациональная разработка мощных пологих угольных пластов / Л. Н. Гапанович, А. А. Топорков, П. К. Матонин. — М., 1968. — 108 с. — (Технология добычи угля подземным способом). — 3765 экз.[16]

## Семья
Жена Ольга Шапошникова. Дочь Маргарита (род. 1939), врач; двое внуков.